# بيل أوينز
بيل أوينز (بالإنجليزية: Bill Owens)‏ هو سياسي أمريكي، ولد في 22 أكتوبر 1950 بفورت وورث في الولايات المتحدة. حزبياً، نشط في الحزب الجمهوري.

## مناصب
- انتخب أمين صندوق الدولة [الإنجليزية]‏.
- انتخب Colorado State Treasurer [الإنجليزية]‏ (10 يناير 1995 – 12 يناير 1999).
- انتخب Governor of Colorado [الإنجليزية]‏ (12 يناير 1999 – 9 يناير 2007).
- انتخب عضو مجلس نواب كولورادو.